# Bjerringbro-Hvorslev-Tjele Provsti
Bjerringbro-Hvorslev-Tjele Provsti var indtil 2007 et provsti i Viborg Stift.  Provstiet lå i de tidligere  i Bjerringbro Kommune, Hvorslev Kommune og Tjele Kommune.
Bjerringbro-Hvorslev-Tjele Provsti bestod af flg. sogne, der nu indgår i Viborg Østre Provsti og Favrskov Provsti :
- Aidt Sogn
- Bigum Sogn
- Bjerring Kirkedistrikt
- Bjerringbro Sogn
- Brandstrup Kirkedistrikt
- Elsborg Sogn
- Gerning Sogn
- Gullev Sogn
- Hammershøj Sogn
- Hjermind Kirkedistrikt
- Hjorthede Sogn
- Hvorslev Sogn
- Højbjerg Sogn
- Kvorning Sogn
- Lee Sogn
- Lindum Sogn
- Løvel Sogn
- Mammen Sogn
- Nørre Vinge Sogn
- Pederstrup Sogn
- Rødding Sogn
- Sahl Sogn
- Skjern Sogn
- Sønder Vinge Sogn
- Thorsø Sogn
- Tjele Sogn
- Ulstrupbro Sogn
- Vammen Sogn
- Vejerslev Sogn
- Vejrum Sogn
- Vellev Sogn
- Vester Velling Sogn
- Vindum Sogn
- Viskum Sogn
- Vorning Sogn
- Ørum Sogn